# Love Letter (Album)
Love Letter ist das letzte Jazzalbum von Jimmy Heath. Die Aufnahmen aus dem Herbst 2019 erschienen am 17. Juli 2020 bei der Verve Music Group.

## Hintergrund
Unter den mehr als zwanzig Alben, die Heath unter seinem Namen vorlegte, ist dies das einzige, das nur aus Balladen besteht. Co-Produzentin Carol Friedman betonte, dass Heath Balladen liebte: „Dies ist die Platte, die Jimmy nie machen durfte. Ihn zu fragen, ob er ein Album nur mit Balladen machen wolle, beruhte darauf, dass wir jahrzehntelang über Sänger und Liebeslieder sprachen.“
Auf Love Letter finden sich Gastauftritte des Trompeters Wynton Marsalis (in „La Mesha“), des Sängers Gregory Porter (in „Don't Misunderstand“) und der Sängerin Cécile McLorin Salvant (in „Left Alone“). Die Rhythmusgruppe bestand aus Kenny Barron am Piano, dem Bassisten David Wong und Heaths langjährigen Mitarbeiter Lewis Nash am Schlagzeug und wurde in vielen Titeln durch Russell Malone an der Gitarre und den Vibraphon-Veteran Monte Croft ergänzt. Wenige Wochen vor seinem Tod vollendete Heath die Aufnahmen. Als „emotionaler, romantischer Spieler“, so Friedman, durfte er mit Love Letter „die Platte seiner Träume machen. Welch ein Glück, dass wir sein letztes Wort haben.“

## Titelliste
- Jimmy Heath: Love Letter  (Verve Records B0032217-01)

1. Ballad from Upper Neighbors Suite (Jimmy Heath) 4:22
2. Left Alone (Billie Holiday, Mal Waldron) 4:29
3. Inside Your Heart (Jimmy Heath) 4:51
4. La Mesha (Kenny Dorham) 7:13
5. Don’t Misunderstand (Gordon Parks) 5:31
6. Con Alma (Dizzy Gillespie) 5:13
7. Fashion or Passion (Jimmy Heath) 5:45
8. Don’t Explain (Arthur Herzog, Billie Holiday) 7:08

## Rezeption
Fred Kaplan zählte das Album in Slate zu den besten Neuveröffentlichungen des Jahres und meinte, dies sei kein sentimentaler Abschied, sondern ein erstklassiges Herumtollen durch eine Reihe von Original- und Standardballaden – von einem der letzten überlebenden Jazzmusiker, die noch mit Charlie Parker spielten, unterstützt von einer rotierenden Besatzung von meisterhaften Sidemen, die auch nicht im Leerlauf fahren. Bereits das Stück mit Cécile McLorin Salvant, die den von Mal Waldron und Billie Holiday stammende Titel „Left Alone“ singt, sei den Preis wert. Die Redaktion von JazzTimes listete das Album auf Rang 32 der besten Neuveröffentlichungen des Jahres.

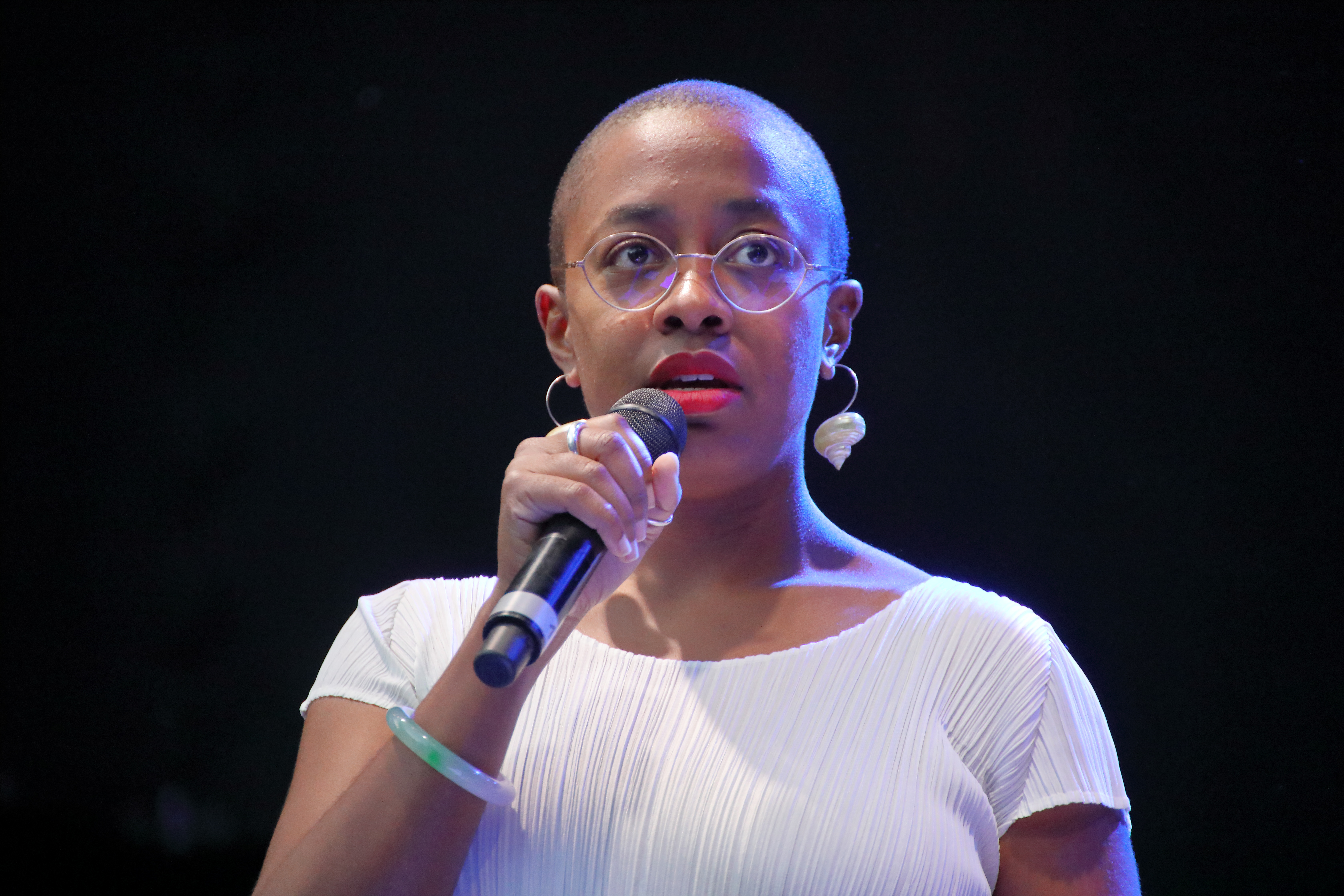
Cécile McLorin Salvant auf dem Rudolstadt-Festival 2019

Nach der Besprechung von Thomas Fletcher in All About Jazz ist das Album, in dem wir „melodische Kunstfertigkeit“ erleben, eine „Sammlung von formidablen Balladen“ und das „endgültige Testament“ von Heath. Cécile McLorin Salvant werde in „Don’t Explain“ der Qualität von Billie Holidays lyrischer Aussage gerecht. „Inside Your Heart“ demonstriere Heaths Ausdrucksvermögen auf dem Sopransaxophon, während „La Mesha“ stolz von Wynton Marsalis zu Ehren von Kenny Dorham, der die Melodie geschrieben hat, vorangetrieben werde.
Philip Booth meinte in JazzTimes, das Highlight von Letter Love sei Kenny Dorhams „La Mesha“ mit dem Gasttrompeter Wynton Marsalis, bei dem Heath  ein raues, muskulöses Solo darbiete, dessen großer, warmer Tenor eine Reihe dramatischer Linien spielt.  Auf dem Sopran biete er eine delikate Melodiedarstellung und Improvisation auf seiner Komposition „Inside Your Heart“. Auch passe sein Spiel wunderbar zu Sängern. Cécile McLorin Salvant interpretiere das Mal-Waldron/Billie-Holiday-Juwel „Left Alone“ auf wunderbare Weise, und Heaths Tenor setzt dort an, wo Salvant aufhört. Gregory Porters prächtiger Bariton belebt Gordon Parks ergreifendes „Don’t Misunderstand“.
Suzanne Lorge zeichnete das Album im Down Beat mit 4½ Sternen aus und schrieb, auf dem von Balladen geprägten Album offenbare Heath eine raffinierte Emotionalität, die Bebop-Trubel selten zulasse. Reflektierende Momente wie in „Don't Explaion“ und „Inside Your Heart“ würden das Album bestimmen, aber der Erfolg der Aufnahme beruhe nicht zuletzt auf der subtilen Reaktionsfähigkeit der Rhythmusgruppe, so die Autorin. Heaths großzügige Arrangements unterstrichen den Wert, den er diesen Spielern bei „Con Alma“ beimesse, wo eine sich drehende Melodie ihren rhythmischen Mittelpunkt im entschlossenen Groove von Schlagzeuger Lewis Nash und Bassist David Wong finde. Gleiches gelte in Heaths wehmütigem Duett mit dem Trompeter Wynton Marsalis, „La Mesha“, für die samtige Begleitung durch den Pianisten Kenny Barron.
Josef Engels schrieb in Jazz thing, auf Love Letter klinge Heath, der einmal auch das Sopransaxophon verwende, „in puncto Tongestaltung so robust wie ein Jungspund“. Und so habe man das Gefühl, dass sich die Gaststars Wynton Marsalis, Gregory Porter und Cécile McLorin Salvant eher an Heath anlehnen als umgekehrt. Love Letter feiere nicht nur den meisterhaft-punktgenauen Solisten, sondern auch den Komponisten und Arrangeur mit drei eigenen Stücken und einer Bearbeitung von Gillespies „Con Alma“. Besser hätte sich Heath, der im Januar endgültig in den Jazzhimmel aufgestiegen ist, resümiert der Autor, nicht von dieser Welt verabschieden können.
Matt Collar verlieh dem Album in Allmusic 4½ Sterne und schrieb, Love Letter sei mit der Sammlung von Balladen als romantischer Schlussstein für Heaths illustre Karriere anzusehen. Heath bringe all seine Erfahrungen in Love Letter ein. Zusammen mit seiner Band schaffe er einen tief empfundenen und einwickelnden Sound, der an Heaths klassische akustische Arbeit der 1950er- und 1960er-Jahre erinnere.